# Francisco Javier Goerlich Lleó
Francisco Javier Goerlich Lleó (València, 30 de novembre de 1886 - València, 25 de març de 1972) ha estat un dels arquitectes més decisius en la formació del perfil de la ciutat de València, tant pel gran nombre d'obres executades com per haver exercit el càrrec d'arquitecte municipal de València des de 1922 i el d'arquitecte major des de 1931 fins a la seua jubilació el 20 de novembre de 1956.
Els seus projectes arquitectònics dels anys 20 i 30 destaquen com els més importants de la seua carrera. Va ser el responsable de les grans reformes d'aquella època entre les que podem destacar la reurbanització de l'antiga Baixada de Sant Francesc i la plaça Emili Castelar.

## Biografia
El seu pare va ser Franz Görlich Kuhnel, d'origen austrohongarès, el qual es va establir a la ciutat de València com a comerciant i va ostentar el càrrec de cònsol d'Àustria-Hongria a València. La seua mare va ser Asunción Lleó Sancho, membre d'una família de la burgesia valenciana dedicada a la indústria i al comerç de la seda. El seu domicili l'establiren al carrer de Saragossa on va nàixer Javier Goerlich Lleó.
Va estudiar batxillerat al Colegio de San José de València i al 1905 va cursar peritatge mecànic a l'Instituto Técnico de Valencia. Va llicenciar-se en Ciències Exactes i va estudiar arquitectura a Madrid i Barcelona, obtenint el títol d'arquitecte en aquesta última l'any 1914. Mentre estudiava arquitectura va fer pràctiques amb l'arquitecte valencià, Luis Ferreres Soler.
L'any que va començar la seua carrera laboral, 1914, es va casar amb Trinidad Miquel Domingo i mai tingueren fills.

### Els inicis de la seua carrera
El primer gran edifici construït per ell va ser la Casa de Manuel Castelló, al número 12 del carrer Gravador Esteve a la ciutat de València. D'esta època també és la Casa de Tomás Barona a la gran via Marqués del Túria i el projecte del Trianón Palace.Entre 1915 i 1917 va realitzar obres tan importants i destacades a la ciutat de València com la Casa Niederleitner al carrer Pasqual i Genís. En este període projecta edificis religiosos com la nova façana de l'Església de San Lorenzo, l'Església de la Escuela de Cristo al carrer Cavallers i els campanars de les parròquies d'El Salvador i Santa Mònica, esta última al barri de Patraix. L'any 1917 va construir la Casa de Juan Sala a la gran via Germanies i va emprendre la reforma de l'exconvent del Carmen per a ubicar el Museu de Belles Arts.
L'any 1918 va obtindre la plaça d'arquitecte del Ministeri d'Hisenda. És en este moment quan treballa a Osca i les Illes Balears per a finalment ubicar-se de nou a València l'any 1920.

### La consolidació com arquitecte
L'any 1922 va obtindre la plaça d'arquitecte municipal de l'Ajuntament de València i el 1931 va promocionar a arquitecte major de l'Ajuntament fins a la seua jubilació el 20 de novembre de 1956.

Goerlich és un dels principals representants del "casticisme" valencià (un exemple fou el pavelló valencià a l'Exposició Iberoamericana de Sevilla el 1929). Al mateix temps dissenya edificis de diferents estils des d'exòtics o neogòtics. Seguint aquest costum, Goerlich també farà ús del llenguatge modern (sobretot en els anys trenta), per a posteriorment deixar-lo de banda.

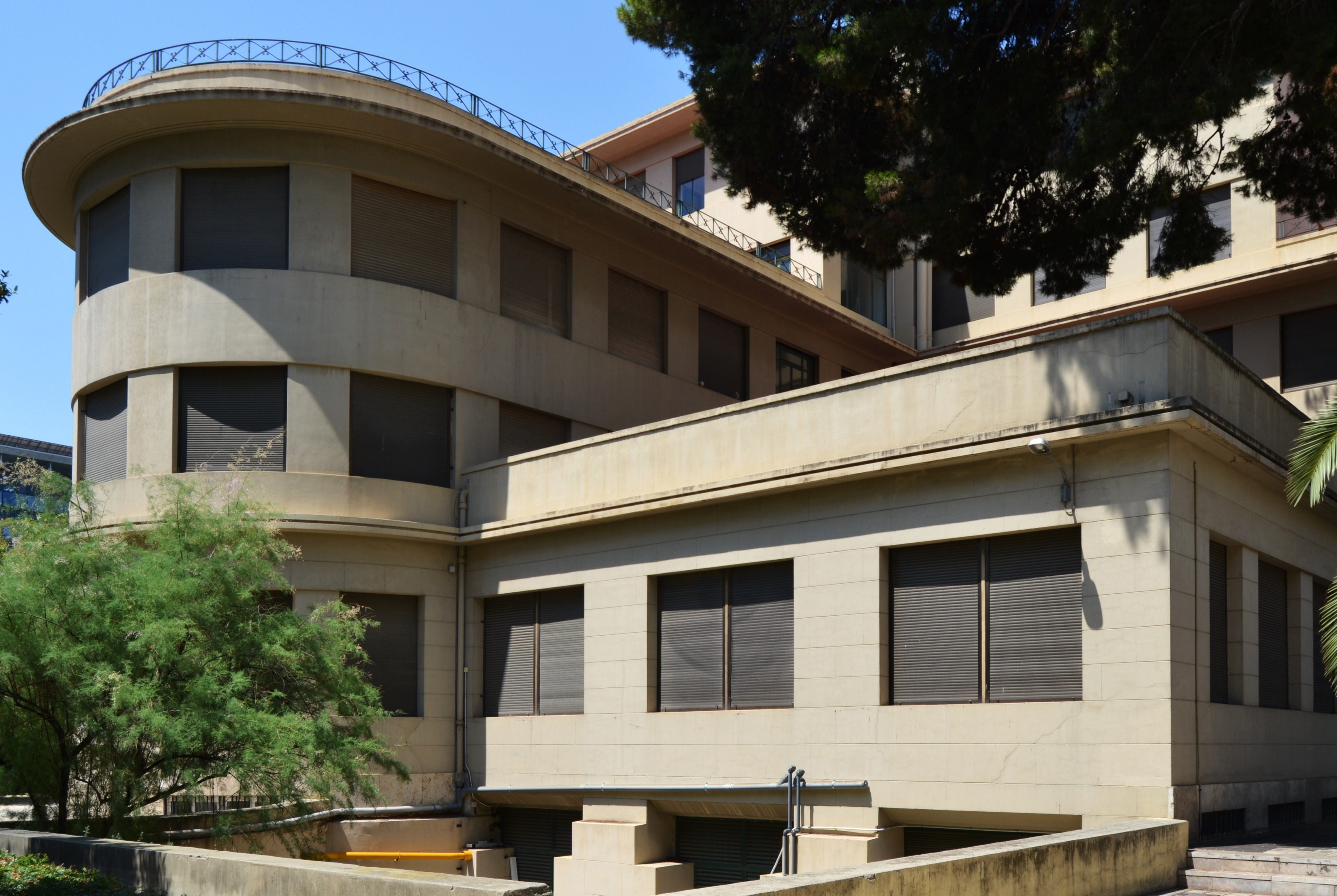
Col·legi Major Lluís Vives (València), exemple de racionalisme, un dels diferents estils arquitectònics que va conrear Goerlich

Com a arquitecte municipal fou un gran impulsor de les reformes urbanes del centre històric. Partint del Projecte de Reforma del 1908 de Federico Aymamí, en el Pla de 1928, Goerlich inclou l'obertura de l'Avinguda de l'Oest, la prolongació del Carrer de la Pau, l'obertura del carrer Poeta Querol, l'obertura de la Plaça de la Reina fins al carrer de la Corretgeria, l'obertura de l'actual Plaça de l'Ajuntament, en substitució de l'antiga Baixada de Sant Francesc, per a la qual van caldre multitud d'expropiacions i es va generar un gran malestar social. Entre altres intervencions, també va projectar el nou urbanisme del centre, substituint les cases de 2 o 3 plantes per altres d'inspiració vertical, amb 8, 9 o més plantes; la prolongació del carrer de Sant Vicent; i la remodelació del barri de Pescadors.
Va ser president de l'Acadèmia de Belles Arts de Sant Carles de València, membre de les reials acadèmies de Belles Arts de San Fernando (1935), de Santa Isabel d'Hongria de Sevilla, la de Belles Arts i Ciències Històriques de Toledo (1947) i la de San Telmo a Màlaga (1949), professor de l'escola d'Arts i Oficis de València (1931) i director del Centre de Cultura Valenciana el 1948.
Va donar al Museu de Belles Arts de València la seua col·lecció d'art formada per 121 obres.

## Obres

### València(1914-1924)
| Obres eclèctiques (1914-1924) | Obres eclèctiques (1914-1924)              | Obres eclèctiques (1914-1924)                                                                    | Obres eclèctiques (1914-1924) | Obres eclèctiques (1914-1924) | Obres eclèctiques (1914-1924) |
| Any                           | Nom                                        | Ubicació                                                                                         | Descripció | Estat                         | Foto                          |
| ----------------------------- | ------------------------------------------ | ------------------------------------------------------------------------------------------------ | --- | ----------------------------- | ----------------------------- |
| 1914                          | Casa Gay                                   | Carrer Avellanes 21 (actualment 19)                                                              | Casa per a Luis Gay, en ella destaquen les dues estàtues de la façana. | Correcte                      |                               |
| 1914                          | Trianón Palace o Teatre Líric              | Carrer de Pi i Margall (actual Passeig de Russafa) cantó amb el carrer de Convent de Santa Clara | El teatre-cinema, que tenia un afor de 1500 espectadors, fou construït sobre el solar del convent de Santa Clara, abandonat des de la Desamortització de Mendizábal de 1835. L'edifici tenia una fastuosa i excesiva decoració encara que tenint en compte les exigències de l'encàrrec fou pobrament construït. | Enderrocat en 1948            |                               |
| 1914                          | Casa Castelló                              | carrer Grabador Esteve 12                                                                        | L'edifici és un projecte realitzat per a Manuel Castelló decorat amb motius d'estil neobarroc i del modernisme valencià. |                               |                               |
| 1914                          | Casa Barona                                | Gran Via Marquès del Túria número 70                                                             | L'edifici és un projecte realitzat per a Tomás Barona, inspirada en la façana de la casa construïda per Alexandre Soler en els números 19 i 21 de la Rambla de Catalunya a Barcelona. |                               |                               |
| 1915                          | Cases Francisco Renau                      | carrer Manuel Arnau                                                                              | casetes d'una planta inspirades en les conegudes "cases barates" de l barri de Sants a Barcelona, projectades per Julio Maria de fossas el 1913. |                               |                               |
| 1915                          | Casa Bolás                                 | carrer Conde Salvatierra                                                                         | Casa per a Josep Bolàs amb motius barroquitzants i del modernisme geomètric. |                               |                               |
| 1915                          | Casa Calatayud                             | Carrer Doctor Chiarri                                                                            | Casa per a Luis Calatayud també amb motius barroquitzants i del modernisme geomètric. |                               |                               |
| 1915                          | Casa Goerlich                              | Carrer Gravador Esteve 16                                                                        | Casa construïda per a la seua pròpia família. | Correcte                      |                               |
| 1915                          | Parròquia de El Salvador i Santa Mònica    | Plaça de Santa Mònica, 1                                                                         | Se substitueixen les dues espadanyes laterals per una torre campanar segons "els tipus tradicionals dels segles xviii i xix amb profusió d'adorns i rematat per un cupulí de teula vidriada blava". | Correcte                      |                               |
| 1916                          | Edifici Rius                               | Plaça de la Reina 20                                                                             | |                               |                               |
| 1916                          | Casa Niederleytner                         | Pascual i Genís 22-24 cantonada amb el carrer Martinez Cubells                                   | Edifici amb façana acadèmica amb influència de l'estil francès construït per la família Niederleytner. | Rehabilitat el 1987           |                               |
| 1917                          | Casa de Juan Sala.                         | Gran Va Germanies                                                                                | Inspirada en la Casa Niederleytner. |                               |                               |
| 1917                          | Parròquia del Sagrat Corde Jesús a Patraix | Plaça de Patraix, 21                                                                             | Realitza la torre campanar de planta hexagonal amb pilastres toscanes. |                               |                               |
| 1919                          | Palauet Burgos                             | Avinguda del Port 24                                                                             | El projecte original va ser encarregat per María Burgos Romero a Ricardo Cerdà i posteriorment modificat per Javier Goerlich que va afegir l'entresòl, la segona planta, les rematades i una major profusió ornamental. Les obres van acabar en 1922 i el certificat final és de 1924.                           | Correcte                      |                               |

### València(1925-1930)
| Obres en estil neobarroc valencià (1925-1930) | Obres en estil neobarroc valencià (1925-1930) | Obres en estil neobarroc valencià (1925-1930)                                    | Obres en estil neobarroc valencià (1925-1930)                                                                                       | Obres en estil neobarroc valencià (1925-1930)          | Obres en estil neobarroc valencià (1925-1930) |
| Any                                           | Nom                                           | Ubicació                                                                         | Descripció | Estat                                                  | Foto                                          |
| --------------------------------------------- | --------------------------------------------- | -------------------------------------------------------------------------------- | --- | ------------------------------------------------------ | --------------------------------------------- |
| 1927                                          | Edifici Oltra                                 | cantonada del carrer Cotanda amb la Plaça de l'Ajuntament                        | |                                                        |                                               |
| 1928                                          | Edifici Badias-Casa Balanzà                   | Carrer Ribera 1, cantonada amb el Passeig de Russafa 2.                          | El maig del 1929 Javier Goerlich renuncia a la direcció de les obres i l¡es continua Francisco Almenar.                             | Reconstrucció de l'edifici original que fou enderrocat |                                               |
| 1928                                          | Edifici del Banc Vitalici de España-Generali  | Plaça Ajuntament 29                                                              | Projectat per Lluís Bonet Garí. Javier Goerlich dirigí l'obra. Residí a aquest edifici, sent sa casa i estudi des de juny del 1929. |                                                        |                                               |
| 1928                                          | Edifici Albors                                | Passeig de Russafa 9                                                             | |                                                        |                                               |
| 1929                                          | Cine Metropol                                 | carrer Hernan Cortés, 9                                                          | D'estil racionalista valencià en el seu vessant art déco. Inaugurat el 1932.                                                        |                                                        |                                               |
| 1929-1930                                     | Edifici Barrachina                            | Carrer de la Sang amb el carrer En Llop amb xamfrà a la plaça de l'Ajuntament 2. | Construït entre 1929 i 1930, va comptar amb la col·laboració de Francisco Almenar.                                                  |                                                        |                                               |
| 1930                                          | Edifici Gras-Bianqui                          | Plaça Ajuntament 7                                                               | |                                                        |                                               |

### València(1931-1955)
| Obres principalment en estil racionalista (1931-1955) | Obres principalment en estil racionalista (1931-1955) | Obres principalment en estil racionalista (1931-1955)                         | Obres principalment en estil racionalista (1931-1955) | Obres principalment en estil racionalista (1931-1955) | Obres principalment en estil racionalista (1931-1955) |
| Any                                                   | Nom                                                   | Ubicació                                                                      | Descripció | Estat                                                 | Foto                                                  |
| ----------------------------------------------------- | ----------------------------------------------------- | ----------------------------------------------------------------------------- | --- | ----------------------------------------------------- | ----------------------------------------------------- |
| 1930-1932                                             | Edificis Moreno Arnal i Navarro Igual                 | Carrer Tapineria 10-14                                                        | |                                                       |                                                       |
| 1932                                                  | Passeig de l'Arbereda                                 | Passeig de l'Arbereda                                                         | Remodelació |                                                       |                                                       |
| 1932-33                                               | Club Nàutico                                          | Moll de Caro o Ponent                                                         | Construït amb Alfonso Fungairiño | Demolit el 1985                                       |                                                       |
| 1931-33                                               | Plaça de l'Ajuntament                                 | Plaça de l'Ajuntament                                                         | Reforma de la plaça. | Demolida a principis de la dècada de 1960             |                                                       |
| 1933                                                  | Pont del Mar                                          |                                                                               | Entre 1933 i 1935 el reforma afegint-li unes escalinates i uns pinacles convertint-lo en vianants. |                                                       |                                                       |
| 1933 -1934                                            | Edifici Martí Alegre, Hotel Londres                   | Carrer Barcelonina 1, cantonada amb la plaça de L'Ajuntament                  | |                                                       |                                                       |
| 1934-1942                                             | Edifici del Banc de València                          | carrer Pintor Sorolla 2, 4. Cantonada carrers Pintor Sorolla i Joan d'Àustria | Goerlich amb Francisco Almenar presenten en 1935 el disseny que es construirà. Però aquest encara sofrirà modificacions el 1940 per part de Vicent Traver i Antonio Gómez Davó.                                                                             |                                                       |                                                       |
| 1935                                                  | Edifici Font de Mora                                  | Plaça Ajuntament 16                                                           | |                                                       |                                                       |
| 1935                                                  | Edifici Valls                                         | Carrer Reina 56, cantonada amb els carrers Teatre de la Marina 18 i Dr. Lluch | |                                                       |                                                       |
| 1936                                                  | Edifici Campos Crespo                                 | Avenida María Cristina 7                                                      | |                                                       |                                                       |
| 1935-41                                               | Col·legi Major Lluís Vives                            | Passeig al Mar, actual avinguda Blasco Ibáñez, 21                             | |                                                       |                                                       |
| 1939-41                                               | Edifici Gil                                           | Carrer Sant Vicent, 22 cantó carrer de la Llinterna                           | |                                                       |                                                       |
| 1939-48                                               | Mercat d'Abastiments de València                      | entre els carrers Alberic i Bon Ordre, ocupant dues illes de la trama         | |                                                       |                                                       |
| 1941                                                  | Edifici Patuel-Longas                                 | Carrer Russafa, 28                                                            | |                                                       |                                                       |
| 1942                                                  | Edifici Martí Cortina                                 | Avinguda de l'Oest, 35                                                        | |                                                       |                                                       |
| 1943                                                  | Edifici Zaragozá                                      | Avinguda de l'Oest 43, cantonada amb Gravador Selma                           | Edifici per a José Zaragozá Zaragozá y Bautista Riera Riera. |                                                       |                                                       |
| 1940-44                                               | Edifici Roig Vives                                    | Carrer Játiva, 4 i 6                                                          | |                                                       |                                                       |
| 1943-46 ¿1945?                                        | Església de Sant Agustí i Santa Caterina              | Plaça sant Agustí 1 i carrer Xàtiva 2 ac                                      | Obres de restauració després de ser destruïda en 1936 durant la Guerra Civil. Es va afegir una nova portada al carrer Xàtiva que inclou una rosassa neogòtic i una estàtua de la Verge, i es va restaurar la torre afegida en 1912 per Luis Ferreres Soler. |                                                       |                                                       |
| 1944-46                                               | Monument als Caiguts                                  |                                                                               | Reproducció de la desapareguda Porta del Palau Real de València |                                                       |                                                       |
| 1941, 1945, 1948                                      | Edifici Torner                                        | Avinguda de l'Oest 17 cantonada amb carrer Carabasses                         | Edifici construït per a Ferando Torner Bueso. Projecte firmat per Manuel Cervera Aranda |                                                       |                                                       |
| 1946-47                                               | Edifici Nebot                                         | Avinguda de l'Oest 44-46                                                      | |                                                       |                                                       |
| 1954, 1955                                            | Edifici germans Molina Casanova                       | Plaça de la Reina 18                                                          | |                                                       |                                                       |

### València(1956-1965)
| Obras en estilo neocasticista (1956-1965) | Obras en estilo neocasticista (1956-1965) | Obras en estilo neocasticista (1956-1965)                              | Obras en estilo neocasticista (1956-1965) | Obras en estilo neocasticista (1956-1965) | Obras en estilo neocasticista (1956-1965) |
| Any                                       | Nom                                       | Ubicació                                                               | Descripció                                | Estat                                     | Foto                                      |
| ----------------------------------------- | ----------------------------------------- | ---------------------------------------------------------------------- | ----------------------------------------- | ----------------------------------------- | ----------------------------------------- |
| 1950-58                                   | Edifici Goerlich-Ripoll                   | Carrer Xátiva cantonada amb Russafa, entrada per Passatge Doctor Serra |                                           |                                           |                                           |
| 1956-58                                   | Edifici Monistrol                         | Plaça Ciutat de Bruixes 4 i calle Reixes                               |                                           |                                           |                                           |
| 1949, 1956, 1957, 1965                    | Edifici Murillo Rams                      | Carrer Cordellats 6                                                    |                                           |                                           |                                           |